# Wilhelm von Winterfeld (Künstler)
Ludwig Friedrich Wilhelm von Winterfeld (* 24. Juli 1898 in Berlin; † 18. Dezember 1997 in Dortmund) war ein deutscher Bildhauer und Maler. 

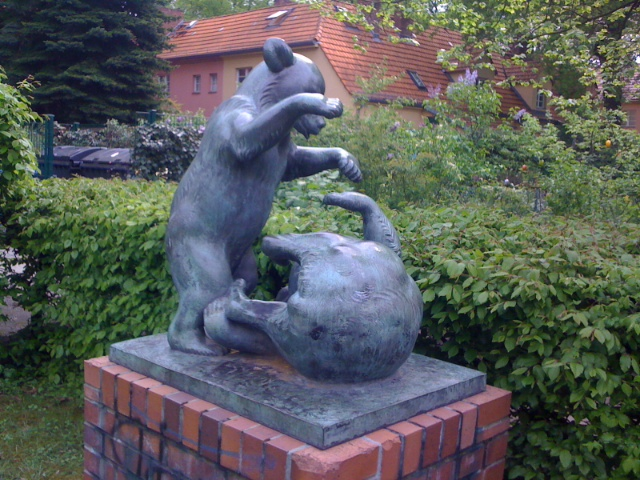
Herumtollende Bärenkinder, 1929

## Biografie
Wilhelm von Winterfeld wurde in der preußischen Adelsfamilie derer von Winterfeld geboren. Er musste zunächst den standesgemäßen militärischen Ausbildungsweg von der Schule in die Kadettenanstalt beschreiten. Im Jahr 1914, zu Beginn des Ersten Weltkriegs trat Wilhelm in den Dienst des preußischen Heeres und wurde im Folgejahr Offizier in einer Artillerieeinheit. Später trat er in eine Fliegerschule ein und nach Erwerb der Fluglizenz kam er zum Kriegseinsatz. Auf einem Fernflug wurde er 1918 abgeschossen und verwundet und geriet in Kriegsgefangenschaft. Im Gefangenenlager bildete sich Wilhelm von Winterfelds Interesse an Kunst und Technik stärker heraus, das er bereits im Elternhaus gezeigt hatte. Eine Schweizer Kommission sorgte dafür, dass er im Lager Material zum Modellieren und ein kleines Atelier erhielt.
Als er 1920 aus der Gefangenschaft entlassen wurde, begann er unmittelbar darauf an der Münchner Technischen Universität ein Studium der Architektur, das er 1923 als Diplomingenieur beendete. Während des Studiums hatte Winterfeld Kontakt mit Georg Kolbe, der ihn ermutigte, seine bildhauerischen Fertigkeiten weiter zu vertiefen. Im Anschluss an das Studium unternahm er eine Studienreise nach Italien, die insgesamt zwei Jahre statt der ursprünglich geplanten vier Monate dauerte. Er lernte bei Steinmetzen in Florenz die Bearbeitung von Marmor, in Rom und Neapel eignete sich Winterfeld Fähigkeiten des Bronzegießens an. Nach Italien führte ihn sein wachsendes künstlerisches Interesse weiter nach Griechenland, insbesondere nach Kreta. Als er schließlich 1925 nach Deutschland zurückkehrte, wandte sich Winterfeld vollends der Bildhauerei zu. Zusätzlich bereiste er die größten und damals für Kunst und Kultur bedeutenden Länder, darunter England, Holland (1926), Paris (1927), Dänemark, Norwegen, Schweden, Spanien, Marokko und schließlich sogar Russland (1928). In der Zwischenzeit war er mit seinen Werken bekannt geworden und erhielt immer bedeutendere Aufträge. So blieb er schließlich ab 1929 in Berlin und führte hauptsächlich Porträtarbeiten aus.
Im Jahr 1930 heiratete Wilhelm von Winterfeld Gisela von Gustedt.

## Akzeptanz
Winterfeld hatte seit 1914 fünfzehn Jahre ein umtriebiges Leben geführt, und es waren vor allem die Kriegserlebnisse, die seine Darstellungen prägten. Er war nicht auf der Suche nach einem eigenen Stil, sondern ließ sich von seinen Gedanken und Erfahrungen inspirieren. Die Ausführung der Werke, für welche er Stein und Bronze bevorzugte, war perfekt. Den Porträts folgten bald verallgemeinerte Darstellungen, Tier- und Gruppenplastiken. 
Georg Grabenhorst, der eine Schilderung des Werdens von Wilhelm von Winterfeld verfasst hatte, gab schließlich 1929 folgende blumige Einschätzung: 

„Was wir heute schon als beglückend und unserer Liebe und Anerkennung wert empfinden, das ist die kräftige und gesunde Lebensunmittelbarkeit seiner Kunst, das ist die seltene Verbindung einer hohen seelischen Ausdrucksfähigkeit und eines gründlichen technischen Könnens, das ist die naturhafte unverbildete sinnliche Fülle und Musikalität des Werkes, seine bewusste lebensgutwillige Diesseitigkeit und Kultur.“

## Werke (Auswahl)
- vor 1929: Frauenbüste, Bronze[2]

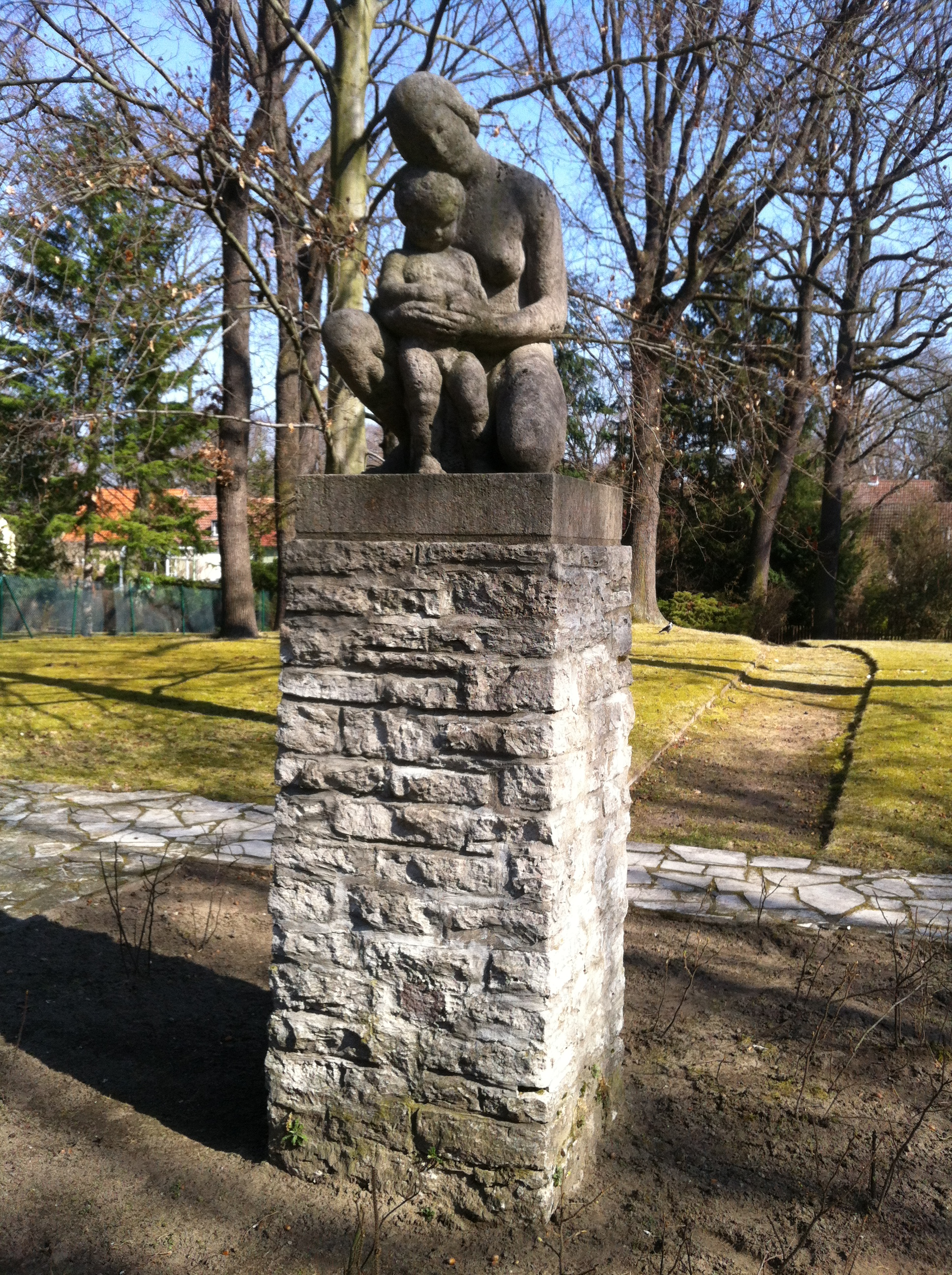
Mutter mit Kind

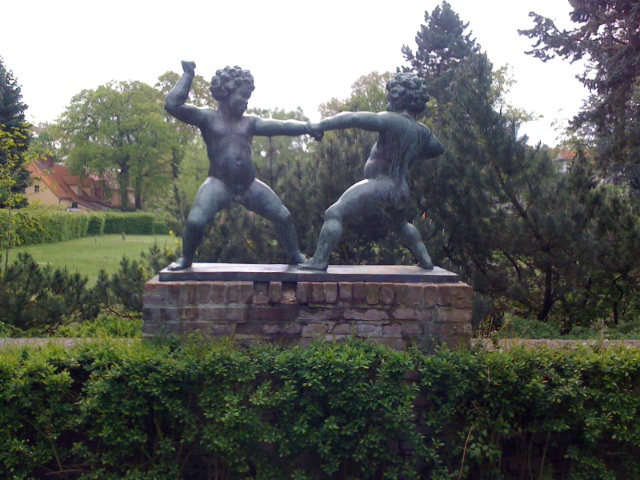
Streitende Knaben

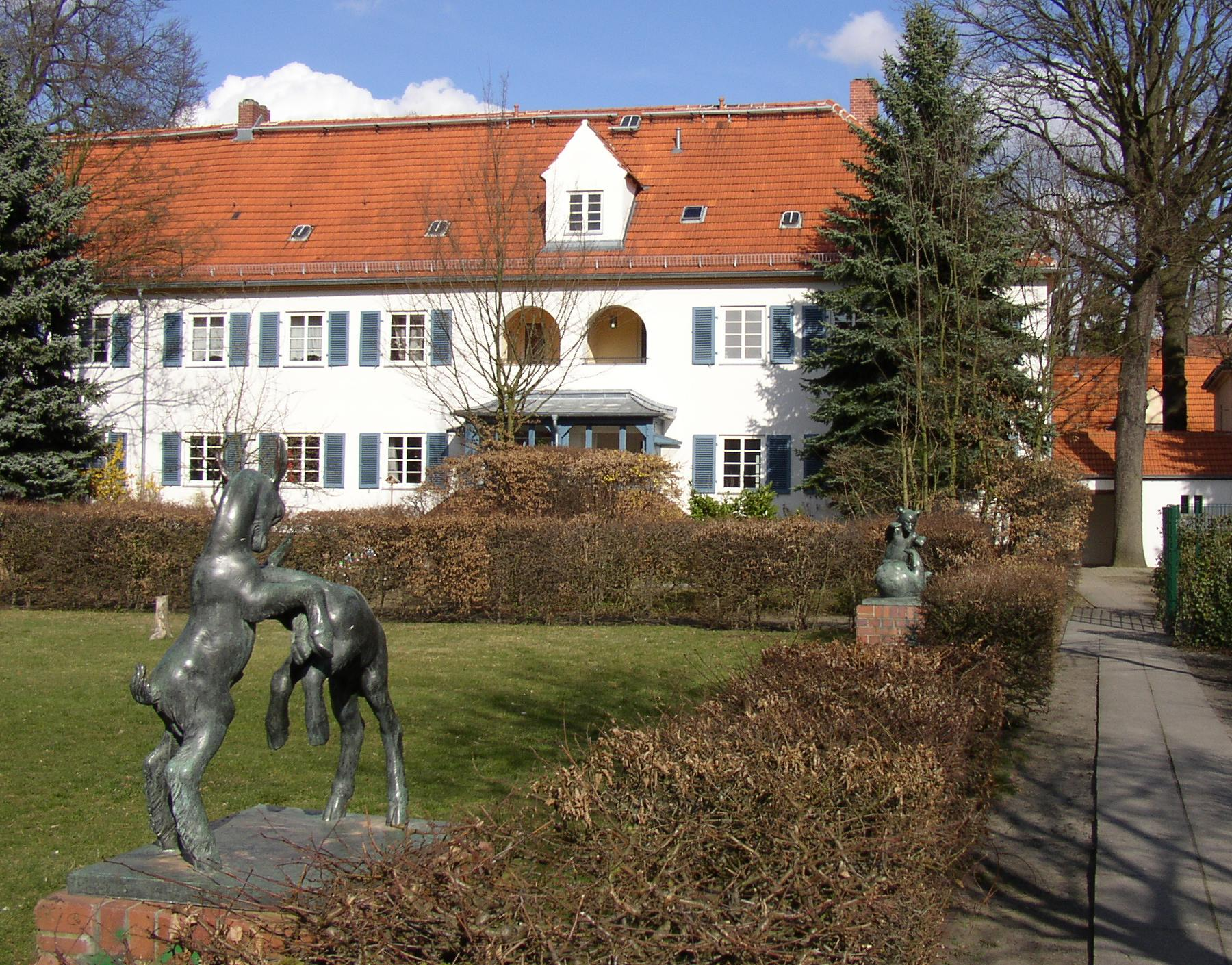
Spielende Zicklein

- vor 1929: Bruno Walter, dirigierend, Bronzebüste[2]
- 1929: Streitende oder raufende Knaben, Bronze, zwei nackte Knaben in Lebensgröße modelliert, die mit der Plinthe auf einer Ziegelmauer eines Brunnenbeckens stehen und die Kinder aus dem Wohnumfeld zum Mitmachen animieren; Gartenstadtsiedlung Siemensstadt im Bezirk Spandau[3]
- 1929: Herumtollende Bärenkinder (siehe Einleitungsbild), Bronze, in der Gartenstadtsiedlung Siemensstadt[3]
- 1929: Spielende Zicklein, Bronze; ebenfalls Siemensstadt
- 1930: Mutter und Kind, Sandstein, steht auf einem hoch gemauerten Postament aus Natursteinen in einer Grünanlage, ebenfalls Siemensstadt[4]
- Jahr unbekannt: Gedenkplakette mit Reliefbild für Günther von Örtzen, an einem Findling auf Gut Dorow (verschollen)[5]